# Martín (Hache)
Martín (Hache) ist ein spanisch-argentinischer Spielfilm des Regisseurs Adolfo Aristarain aus dem Jahre 1997.

## Handlung
Der 19-jährigen Hache hat keinen Lebensplan. Er lebt in Buenos Aires noch bei seiner Mutter und spielt zum Spaß in einer Band. Nachdem ihn seine Freundin verlassen hat, konsumiert er versehentlich eine Überdosis eines Rauschmittels und bricht während eines Auftritts auf der Bühne bewusstlos zusammen. Seine Angehörigen vermuten einen Suizidversuch und beschließen, das Hache vorerst bei seinem Vater Martín Echenique leben soll, der von Haches Mutter getrennt als Regisseur in Madrid lebt und den Sohn seit fünf Jahren nicht gesehen hat. Dieser ist wenig erfreut, den Sohn aufnehmen zu müssen. Die Gefühlskälte des Vaters macht eine wirkungsvolle Kommunikation mit dem Sohn unmöglich und belastet auch die Beziehung zu seiner Geliebten Alicia. Martin wirft dem Sohn vor, keine Zukunftsperspektiven zu entwickeln und untätig zu bleiben. Martín soll die Regie eines großen Kinofilmprojekts übernehmen, in dem sein Freund Dante für die Hauptrolle vorgesehen ist. Hierzu besichtigt er mit Alicia potentielle Drehorte und bittet den bisexuellen und im Umgang mit Drogen erfahrenen Schauspieler Dante, Hache zu beaufsichtigen. Unter Dantes Aufsicht macht Hache erste Drogenerfahrungen, obgleich ihn der Schauspieler davon abzuhalten versucht. Während eines Bühnenauftritts bricht Dante die laufende Vorstellung auf skandalöse Weise ab, indem er das Publikum beschimpft und das Theater verlässt. Dante fährt mit Hache zu Martín und Alicia und versucht, zwischen Vater und Sohn zu vermitteln. Im Beisein Haches und Dantes demütigt Martín Alicia durch herablassende Antworten. Diese nimmt daraufhin eine Überdosis Schlaftabletten und ertrinkt im Swimmingpool. Martín erfährt, dass es die Produzenten aufgrund des Theaterskandals ablehnen, die Hauptrolle mit Dante zu besetzen. Daraufhin lehnt es Martín ab, an dem Film mitzuwirken. Hache verlässt seinen Vater und hinterlässt ihm ein Videoband, auf dem er sich verabschiedet und erklärt, keine Zukunftspläne zu haben und nach Buenos Aires zurückkehren zu wollen.

## Preise
Der Film erhielt 18 Preise, unter anderem:
- Bester Schauspieler auf dem Biarritz Filmfestival 1997 für Federico Luppi
- Gran Coral auf dem Internationalen Festival des Neuen Lateinamerikanischen Films Havanna 1997
- Beste Schauspielerin auf den Goya Awards 1998 für Cecilia Roth

## Kritik
- Randvoll mit intelligenten Dialogen zwischen talentierten Menschen, blitzend vor Witz… The New York Times
- Ein perfektes Kammerstück über einen Vater-Sohn-Konflikt. FILM.AT